# 碗仔花
碗仔花又名葛叶牵牛，为旋花科番薯属牵牛组的一个种。